# روب شيرمان
روب شيرمان (بالإنجليزية: Rob Sherman)‏ هو سياسي أمريكي، ولد في 2 أبريل 1953، وتوفي في 9 ديسمبر 2016 في مارينغو في الولايات المتحدة. حزبياً، نشط في الحزب الديمقراطي.